# Ghiacciaio Laurentide
Il Laurentide era un massiccio ghiacciaio continentale che copriva centinaia di migliaia di chilometri quadrati, la maggior parte del Canada e una grande porzione degli Stati Uniti settentrionali, tra 95 000 e 20 000 anni circa Prima del Presente. Il suo confine meridionale comprendeva i siti attuali di New York e Chicago, seguendo allora abbastanza precisamente il corso attuale del Missouri fino ai pendii settentrionali delle Cypress Hills, oltre le quali esso emergeva nel ghiacciaio della Cordigliera. La coltre di ghiaccio si estendeva approssimativamente verso sud fino al 38° di latitudine nelle zone centrali del continente.

## Storia
Con uno spessore di oltre 3 km nel Nunavik, molto più sottile però ai suoi margini dove i Nunatak erano comuni nelle zone collinari, questo ghiacciaio continentale era la caratteristica primaria del periodo glaciale nel Nord America.
Durante la sua esistenza, i suoi cicli di crescita e fusione avevano un'influenza determinante sul clima globale. Questo accadeva perché esso serviva a deviare le correnti a getto le quali altrimenti sarebbero fluite dal relativamente caldo Oceano Pacifico, attraverso il Montana e il Minnesota, verso sud. Ciò diede al Sudovest degli Stati Uniti, altrimenti destinato al deserto, abbondanti precipitazioni piovose durante le ere glaciali — in forte contrasto con la maggior parte di altre zone del mondo le quali divennero eccessivamente secche, sebbene l'effetto dei ghiacciai continentali in Europa avessero un effetto analogo alla piovosità nelle regioni afghane, zone dell'Iran, forse (d'inverno) nel Pakistan occidentale, come pure nel Nord Africa.
La sua fusione causò anche i maggiori sconvolgimenti nel ciclo climatico globale, poiché si è creduto che l'enorme afflusso di acqua a bassa salinità nell'Oceano Atlantico, inizialmente attraverso i fiumi Susquehanna e successivamente tramite il San Lorenzo, abbia spezzato la circolazione di acqua da sud a nord nell'Atlantico, creando la breve fredda epoca del Dryas recente e un breve ri-avanzamento del ghiacciaio continentale, il quale non arretrò da Nunavik se non a cominciare da circa 6.500 anni fa.
Alcuni hanno argomentato che l'enorme afflusso di acqua dolce bloccò l'alimentazione del ghiacciaio affamandolo, favorendone l'arretramento, ormai già iniziato. Questa è una posizione controversa perché è noto che il Nord Atlantico era molto freddo durante tutti i periodi glaciali ed è probabile che l'anticiclone al di sopra del ghiacciaio aiutasse a sostenerlo attraverso i venti umidi orientali che favorivano i venti apportatori di neve dal sud.
Durante lo stadio pre-illinoiano il ghiacciaio continentale Laurentide si estendeva anche più lontano verso sud, arrivando fino alla Douglas County (Kansas) e quasi fino a St. Louis nel Missouri.
Si è perfino anche sospettato che il definitivo collasso del Laurentide possa avere indirettamente influenzato l'agricoltura europea attraverso l'innalzamento del livello globale marino.
Il ghiaccio più antico del Canada è un residuo del ghiacciaio Laurentide chiamato Barnes Ice Cap (calotta glaciale di Barnes) situato nella zona centrale dell'isola di Baffin, vecchio di 20.000 anni.